# Cenarchis
Cenarchis is een geslacht van vlinders van de familie sikkelmotten (Oecophoridae).

## Soorten
- C. capitolina Meyrick, 1924
- C. celebrata Meyrick, 1924
- C. liopsamma Meyrick, 1924
- C. plectrophora Meyrick, 1924
- C. priscata Meyrick, 1924
- C. vesana Meyrick, 1924
- C. veterata Meyrick, 1924